# Manda Björling
Hedvig Amanda Björling, känd som Manda Björling, född Lindroth 15 oktober 1876 i Stockholm, död där den 29 februari 1960, var en svensk skådespelare.

## Biografi
Björling debuterade 1901. Hon var först anställd i Göteborg och på landsorten 1904–1906, och blev 1906 anställd vid August Falcks teatersällskap i Stockholm och turnerade med honom i Stockholm och på landsorten, med undantag för 1907–1912 då hon var anställd vid Intima teatern.
Åren 1917–1920 tillhörde hon Lorensbergsteatern i Göteborg, där hon debuterade på hösten som Hertiginnan de Maulevrier i Gröna fracken. I den högklassiga ensemblen fanns också Harry Roeck-Hansen, Olof Sandborg, Gabriel Alw, Tollie Zellman och i mindre roller Semmy Friedmann och Anders Henriksson. Den följdes av rollen som Friherinnan Hjelm i Frans Hedbergs Blommor i drifbbänk. Kuriöst nog spelade Björlings dotter Renée Björling i samma pjäs på Dramaten samma år. Nästan hela ensemblen var med på scenen, liksom gästen Harriet Bosse.
Hon fick göra Katarina Stenbock när Anders de Wahl gästspelade som Erik XIV i Strindberg pjäs med samma namn och titelrollen i Ibsens Hedda Gabler. Hösten 1918 gjorde hon Drottning Caroline med sin dotter Renée Björling som fru Savary i Madame Sans-Gêne. Ibsens pjäs Vildanden regisserades av den blivande storheten Per Lindberg som nyligen kommit hem från Berlin där han studerat för Max Reinhardt. Björling gjorde rollen som Fru Sörby och är omgiven av August Palme och John Ekman. Hon återförenades med Anna Flygare-Stenhammar som hon spelade mot på Strindbergs Intima Teatern. På våren 1920 spelade mor och dotter Björling ihop igen, först i Arthur Schnitzlers Den "gröna papegojan" och därefter i August Brunius komedi Nyckeln och ringen.
Björling väckte främst uppmärksamhet i sin roll som Fröken Julie, men gjorde sig även bemärkt i roller som Hermione i En vintersaga, Sigrid i Bröllopet på Ulfåsa, Drottning Kristina, Henriette i Brott och brott, Alice i Dödsdansen, Laura i Fadren, och Tekla i Fordringsägare. Från 1918 reste hon tillsammans med sin man på uppläsningsturnéer med Strindbergsdramatik i Skandinavien.
Björling var 1897–1904 gift med kontorschefen Carl Olof Björling och 1909–1936 med sin teaterchef, skådespelaren August Falck. I första äktenskapet blev hon mor till skådespelerskan Renée Björling och i andra giftet till teaterchefen Johan Falck. Björling är begravd på Norra begravningsplatsen i Stockholm.

## Filmografi
Enligt Svensk Filmdatabas:
- 1912 – Fröken Julie
- 1921 – Vallfarten till Kevlaar
- 1924 – Grevarna på Svansta
- 1925 – Två konungar

## Teater

### Roller (ej komplett)
| År   | Roll                   | Produktion                                                                     | Regi            | Teater                 |
| ---- | ---------------------- | ------------------------------------------------------------------------------ | --------------- | ---------------------- |
| 1906 | Julie                  | Fröken Julie August Strindberg                                                 |                 | August Falcks sällskap |
| 1910 | Bertha                 | Kamraterna August Strindberg                                                   |                 | Intima Teatern         |
| 1911 | Germaine Feriaud       | För mycken kärlek (Amoureuse) Georges de Porto-Riche                           | Emil Grandinson | Intima teatern         |
| 1912 | Julie                  | Fröken Julie August Strindberg                                                 |                 | Folkets hus teater     |
| 1917 | Hertiginnan Maulevrier | Den gröna fracken (L’Habit vert) Gaston Arman de Caillavet och Robert de Flers | Gustaf Linden   | Lorensbergsteatern     |

## Diskografi[10]
| Inspelningsdatum & -plats    | Titel                                                 | Beskrivning                  | Utgåva             | Kommentarer                   |
| ---------------------------- | ----------------------------------------------------- | ---------------------------- | ------------------ | ----------------------------- |
| 1914 i Köpenhamn             | Gubben Noach                                          | Sång med pianoackompanjemang | Applaudando 1661   | Ur Fredmans sånger av Bellman |
| 1914 i Köpenhamn             | Bacchus i kloster                                     | Sång med pianoackompanjemang | Applaudando 1661   | Ur Fredmans sånger av Bellman |
| 1929-04-29 (c:a) i Stockholm | Till Damaskus (Modern och den okände), del I & II     | Dialog med August Falck      | Polyphon X.S 46061 | Av Strindberg                 |
| 1929-04-29 (c:a) i Stockholm | Stora landsvägen (Jägaren och rösten), del I & II     | Dialog med August Falck      | Polyphon X.S 46063 | Av Strindberg                 |
| 1929-09-27 i Stockholm       | Ett drömspel (Indras dotter och diktaren), del I & II | Dialog med August Falck      | Polyphon X.S 46073 | Av Strindberg                 |